# Elisabeth von Falkenhausen
Anna Luise Cecilie Elisabeth Freifrau von Falkenhausen geb. von Oppen (* 26. März 1923 in Dannenwalde; † 22. November 2021 in Hamburg) war eine deutsche Sachbuchautorin und Heimatforscherin.

## Leben
Ihre Eltern waren der Gutsbesitzer und Landwirtschaftsfunktionär Joachim von Oppen und Anna von Oppen, geborene von Rohr. 1948 heiratete sie Friedrich Freiherr von Falkenhausen (1902–1971), der in erster Ehe ab 1936 mit Udi geb. von Buch (1899–1945) verheiratet gewesen war. Das Ehepaar hatte drei Kinder, Karl, Joachim und Elisabeth. Ihre Schwiegereltern waren Freiherr Friedrich von Falkenhausen und Charlotte von der Marwitz-Friedersdorf.
Sie wuchs in der Prignitz, im Gumtower Ortsteil Dannenwalde, auf. Nach Zwangsenteignung des elterlichen Gutsbesitzes durch die Rote Armee und der Flucht aus der SBZ 1945 ließ sie sich in Hannover nieder und wurde Biologielehrerin für Höhere Schulen. Später war sie Fachberaterin für den Biologieunterricht und schrieb zu diesem Themenbereich Bücher.
Nach der Friedlichen Revolution in der DDR 1989 befasste sie sich mit der Erforschung ihrer früheren Heimat, der Prignitz und veröffentlichte hierzu unter anderem einen populären Reiseführer.

## Ehrungen
Elisabeth von Falkenhausen war Ehrenmitglied des Heimat- und Kulturvereins Dannenwalde.

## Belege
1. ↑  DNB, Katalog der Deutschen Nationalbibliothek. In: Portal.dnb.de. Abgerufen am 25. Mai 2017.
2. 1 2  Elisabeth von Falkenhausen – Hendrik Bäßler Verlag · Berlin. In: Baesslerverlag.de. Abgerufen am 25. Mai 2017.
3. ↑  House of Hohenzollern, Stammliste
4. 1 2  Chronik Schloss Buskow
5. ↑  Die Prignitz entdecken – Hendrik Bäßler Verlag · Berlin. In: Baesslerverlag.de. Abgerufen am 25. Mai 2017.
6. ↑  Gemeinde Gumtow – Heimat- und Kulturverein Dannenwalde e.V. In: Gemeindegumtow.de. Abgerufen am 25. Mai 2017.

| Personendaten    | Personendaten                                                                               |
| ---------------- | ------------------------------------------------------------------------------------------- |
| NAME             | Falkenhausen, Elisabeth von                                                                 |
| ALTERNATIVNAMEN  | Falkenhausen, Elisabeth Freifrau von; Oppen, Anna Luise Cecilie Elisabeth von (Geburtsname) |
| KURZBESCHREIBUNG | deutsche Sachbuchautorin und Heimatforscherin                                               |
| GEBURTSDATUM     | 26. März 1923                                                                               |
| GEBURTSORT       | Dannenwalde                                                                                 |
| STERBEDATUM      | 22. November 2021                                                                           |
| STERBEORT        | Hamburg                                                                                     |